# Fire on Fire
Fire on Fire is een nummer uit van de Britse zanger Sam Smith uit 2018. Het verscheen op de deluxe editie van zijn derde studioalbum Love Goes.
"Fire on Fire" werd geschreven voor de Netflix-verfilming van het boek Waterschapsheuvel (Watership Down) van Richard Adams. Het nummer was daarmee de opvolger van Bright Eyes van Art Garfunkel, wat geschreven werd voor de animatiefilm "Waterschapsheuvel" uit 1978. Als kind heeft Sam Smith het boek ook gelezen en er veel plezier aan beleefd. Hij beschrijft het boek als "krachtig en tijdloos". "Fire on Fire" werd in een aantal Europese landen een klein hitje, maar had in het Verenigd Koninkrijk met een 63e positie niet veel succes. In Nederland bereikte het nummer de 2e positie in de Tipparade, en in Vlaanderen de 10e positie in de Tipparade.

## Tracklijst
- Muziekdownload

1. "Fire on Fire" - 4:06